# Knud Erik Skouby
Knud Erik Skouby (født 1. februar 1946) er professor ved Communication, Media and Information technologies/Institut for Elektroniske Systemer ved Aalborg Universitet i København. Hans forskningsområde er Tele-/mobilnet: regulering, økonomi, nye tjenester, Digitalisering af medier og ICT for Development (ICT4D). Han har tidligere forsket i økonomisk-politisk udvikling i Kina, byggeteknologi og økonomisk-politiske modeller.  Han er uddannet cand.polit fra Københavns Universitet i 1971.

## Karriere
Fra 1971-77 var Knud Erik Skouby konsulent ved Skaarup & Jespersen, hvorefter han blev ansat ved Danmarks Tekniske Universitet (DTU), hvor han blev professor i 2002. Han blev ansat ved Aalborg Universitet i 2007. Han er stifter og forhenværende leder af Center for Communication, Media and Information technologies (CMI) ved Aalborg Universitet. 
Han var i en periode
formand for foreningen Socialistiske Økonomer der spillede en væsentlig rolle i kritikken af DØR (Det Økonomiske Råd) og andres almene  forståelser  af konkurrenceevne og forholdet mellem faktor indhold  (teknologi, viden og omsætning af viden)  og løn. Det vandt senere indvending i forståelsen af økonomi. Analyserne fra SØ fik en vis betydning i fagbevægelsen (især Formandsinitiativet) og dele af den øvrige del  af arbejderbevægelsen. Nationalbanken anerkendte det kritiske arbejde fra SØ med en symbolsk donation for netop "kritisk bidrag til den økonomiske debat".
Han er Editor in Chief of Nordic and Baltic Journal of Information and Communication Technologies (NBICT) siden 2011. Siden 2011 har han også været medlem af IEEE, hvor han var næstformand i bestyrelse i Danmark fra 2014-2017. Han er desuden formand for WGA in Wireless World Research Forum. Han var formand for Kulturministeriets udvalg vedrørende digitalisering af TV og radio distribution 1997-98.

Knud Erik Skouby har også optrådt i medierne mange gange.

## Publikationer
Knud Erik Skouby har udgivet en række publikationer herunder 2 bøger:
- KES and Samant Khajuria, Lene Sørensen (eds.), Cybersecurity and Privacy – Bridging the Gap. Aalborg: River Publishers, 2017. 216 p.
- KES and Albert Gyamfi, Idongesit Williams /eds.), Handbook on ICT in Developing Countries: Next Generation ICT Technologies. Aalborg: River Publishers, 2019. 256 p.